# Ylöjärvi
Ylöjärvi est une ville du sud-ouest de la Finlande. Elle se situe dans la région du Pirkanmaa.

## Géographie
La ville est située sur la rive ouest du grand lac Näsijärvi, en banlieue de Tampere (14 km de centre à centre).
Ylöjärvi et Viljakkala ont fusionné le 1er janvier 2007.
Une partie de la commune de Kuru a été intégrée à Ylöjärvi le 1er janvier 2009.
La ville couvre une superficie de 1 324,14 kilomètres carrés.
Les municipalités voisines sont Tampere au sud et à l'est, Nokia au sud-ouest, Hämeenkyrö à l'ouest.
Ylöjärvi sera desservi par le métro léger de Tampere.

## Administration

### Subdivisions administratives
Les quartiers, zones d'habitation et villages d'Ylöjärvi sont: Antaverkka, Asuntila, Elovainio, Haavisto, Ilmari, Kaihari, Kirkonseutu, Lempiäniemi, Metsäkylä, Mutala, Peräsilta, Pinsiö, Siivikkala, Soppeenmäki, Takamaa, Vahanta, Vasama, Veittijärvi et Vuorentausta.
Les zones d'habitation et villages de Viljakkala sont: Hanhijärvi, Harhala, Haveri, Hiiroinen, Inkula, Karhe, Manni, Nisu, Pikku-Pispala, Viljakkalan kirkonkylä.
Les zones d'habitation et villages de Kuru : Hainari, Itä-Aure, Kallio, Karjula, Kulju, Kurun kirkonkylä, Kyrönlahti, Länsi-Aure, Länsi-Teisko, Luode, Niemikylä, Parkkuu, Pengonpohja, Poikelus, Riuttanen, Seitseminen.
| Anciens villages d'Ylöjärvi |
|                             |

### Conseil municipal
Les 51 conseillers municipaux d'Ylöjärvi se répartissent comme suit:
| Parti     | Parti                           | Sièges 2021-2025 |
| --------- | ------------------------------- | ---------------- |
|           | SDP                             | 10               |
|           | Parti de la Coalition nationale | 12               |
|           | Parti du centre                 | 5                |
|           | Chrétiens-démocrates            | 3                |
|           | Alliance de gauche              | 3                |
|           | Ligue verte                     | 5                |
|           | Vrais Finlandais                | 13               |
|           | Autres                          | 0                |
| Sources : |                                 |                  |

## Transports
Turku est à 164 km et Helsinki à 189 km.
La municipalité est petite et la partie sud est densément urbanisée.
La nationale 3 (E12), pour partie jouant le rôle de ceinture périphérique de Tampere, est l'axe routier principal. Venue d'Helsinki, elle continue jusqu'à Vaasa.

## Démographie
La démographie d'Ylöjärvi a évolué comme suit,:
| Année      | 1805  | 1860  | 1900  | 1930  | 1964  | 1996   |
| ---------- | ----- | ----- | ----- | ----- | ----- | ------ |
| population | 1 336 | 2 338 | 3 098 | 4 304 | 8 809 | 19 293 |

| Année      | 2006   | 2014   | 2020   |
| ---------- | ------ | ------ | ------ |
| population | 30 500 | 31 940 | 33 236 |

## Économie
La ville est assez industrielle, avec notamment une importante usine de verre du groupe Pilkington. En raison de son propre dynamisme économique et de sa proximité avec la capitale régionale Tampere, elle connaît un taux de croissance annuel de sa population supérieur à 2 %, un des plus élevés du pays.

### Principales sociétés
En 2020, les principales entreprises d'Ylöjärvi par chiffre d'affaires sont :
| Société             | C.A.   |
| ------------------- | ------ |
| Avant Tecno Oy      | 132 M€ |
| Walki Plastiroll Oy | 34 M€  |
| Arkta Rakennus Oy   | 29 M€  |
| Bat. Power Oy       | 16 M€  |
| Mincon Nordic Oy    | 15 M€  |
| Sim Finland Oy      | 14 M€  |
| Ylijoki Kuljetus Oy | 12 M€  |
| Pimara Oy           | 11 M€  |
| Solver Oy           | 11 M€  |
| Pirkan Kaivin Oy    | 10 M€  |

### Principaux employeurs
En 2020, les principaux employeurs privés d'Ylöjärvi sont :
| Employeur                    | Emplois |
| ---------------------------- | ------- |
| Avant Tecno Oy               | 218     |
| Pirkanmaan TilausLiikenne Oy | 100     |
| Pimara Oy                    | 73      |
| Walki Plastiroll Oy          | 72      |
| Sim Finland Oy               | 70      |
| Kuljetus Ilpo Niemi Oy       | 62      |
| Pirkan Kaivin Oy             | 59      |
| Arkta Rakennus Oy            | 56      |
| Lehtovuori Oy                | 49      |
| Remonttikaksio Oy            | 47      |

## Lieux et monuments

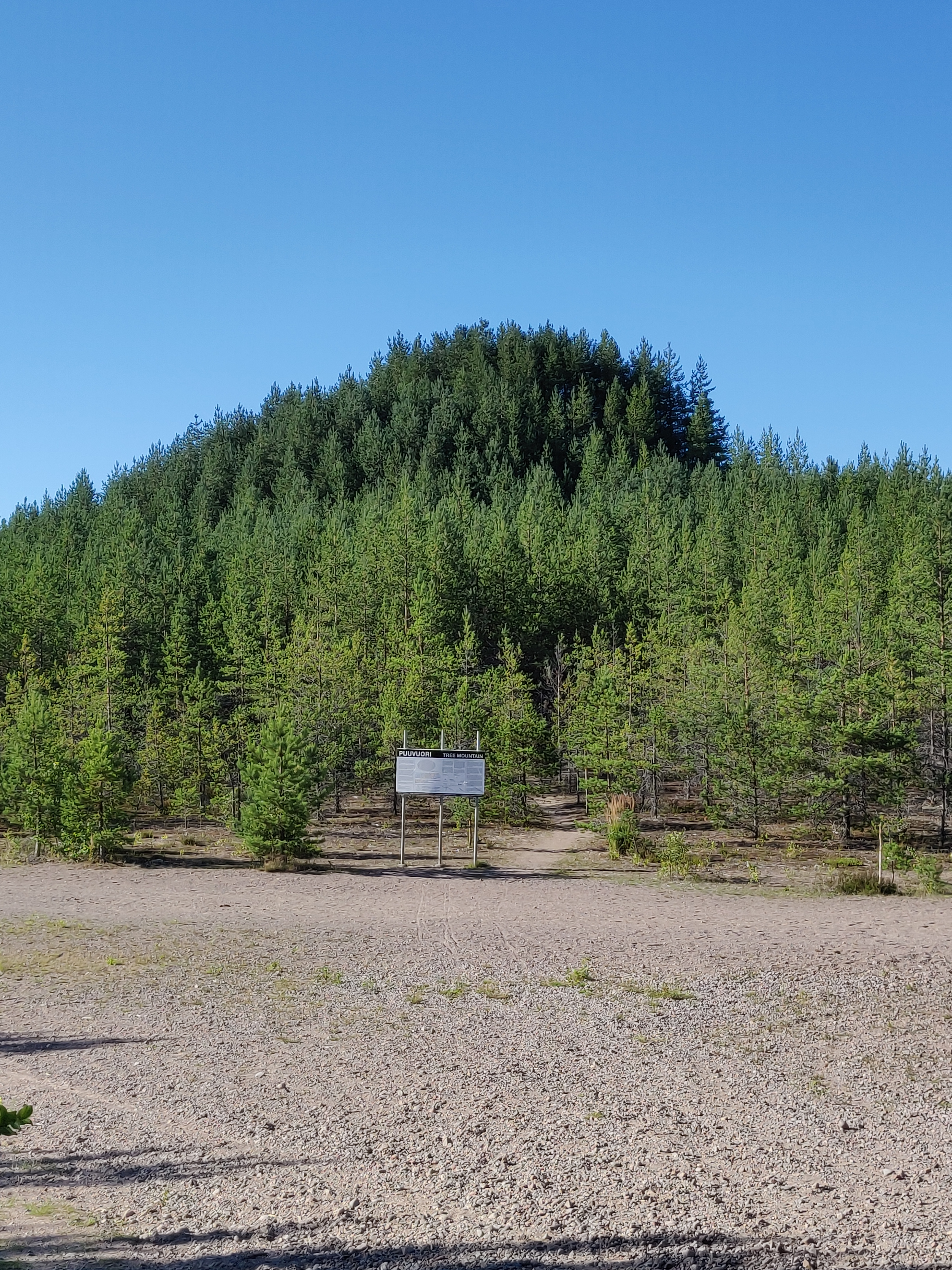
Puuvuori.

- Parc national de Seitseminen
- Église d'Ylöjärvi
- Église de Viljakkala
- Église de Kuru
- Église d'Ylinen
- Chapelle Saint-Michel
- Puuvuori.

## Personnalités
- Volmari Iso-Hollo (1907-1969), athlète ayant obtenu quatre médailles olympiques dont deux d'or sur 3 000 m. steeple (1932 et 1936), est né à Ylöjärvi.
- Esa Keskinen, joueur de hockey sur glace
- Sanni Leinonen, skieuse alpine
- Maria Lund, actrice
- Toni Nieminen, sauteur à ski
- Ville Nieminen, joueur de hockey sur glace
- Ari Vallin, joueur de hockey sur glace
- Matti Nykänen, sauteur à ski
- Saara Tuominen, joueuse de hockey sur glace
- Rosa Lindstedt, joueuse de hockey sur glace
- Ilpo Tiihonen, écrivain
- Naatan Skyttä, footballeur

## Jumelages
| Ville | Ville             | Pays | Pays     | Période     |
| ----- | ----------------- | ---- | -------- | ----------- |
|       | Arvika            |      | Suède    | depuis 1978 |
|       | Balatonföldvár    |      | Hongrie  | depuis 1994 |
|       | Commune de Kareda |      | Estonie  | depuis 2007 |
|       | Commune de Saare  |      | Estonie  | depuis 2009 |
|       | Commune de Saku   |      | Estonie  | depuis 1992 |
|       | Kongsvinger       |      | Norvège  | depuis 1980 |
|       | Skinnskatteberg   |      | Suède    | depuis 2009 |
|       | Skive (en)        |      | Danemark | depuis 1980 |
|       | Vychni Volotchek  |      | Russie   | depuis 1994 |

## Galerie

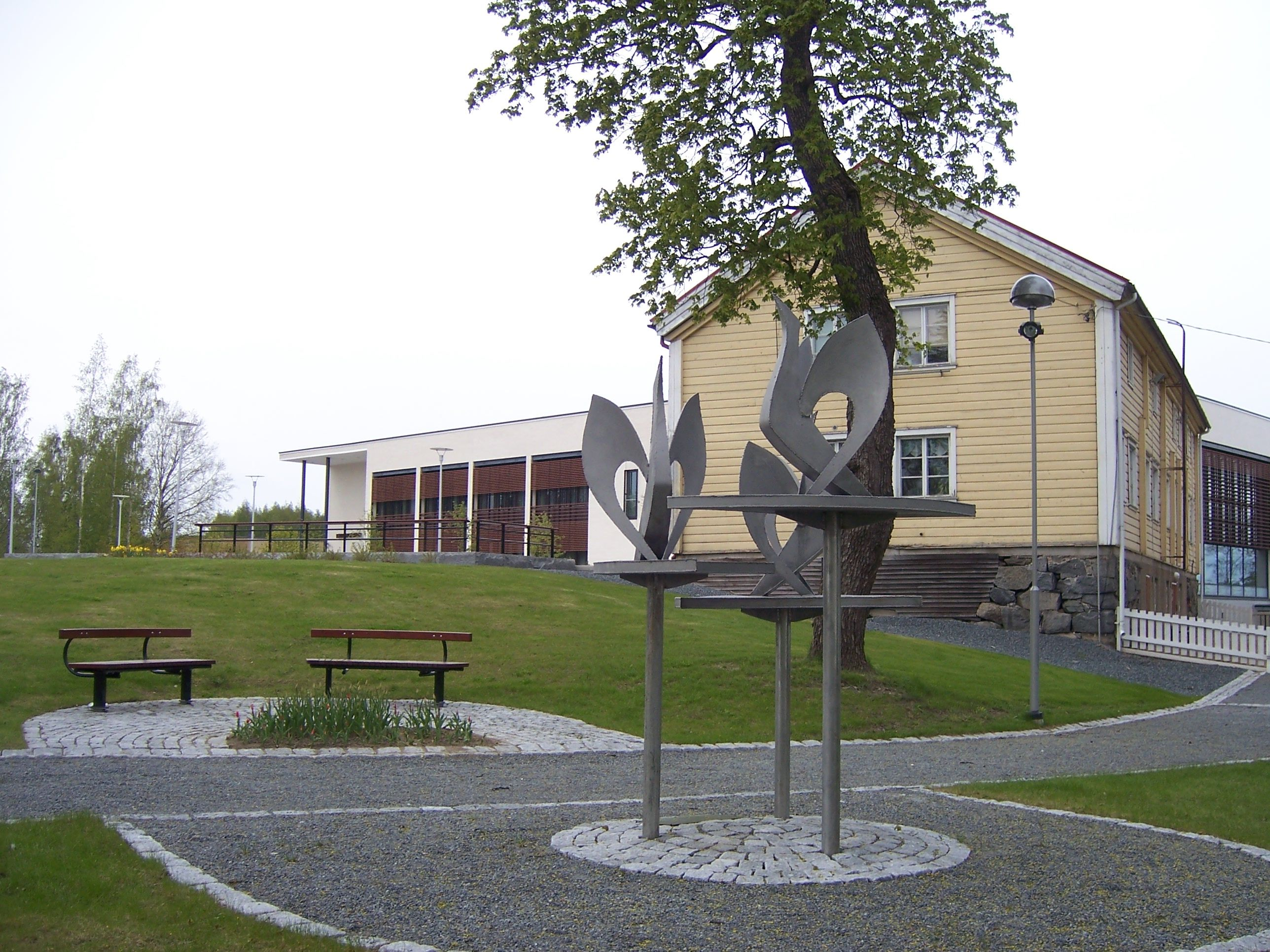
Place de la Mairie.
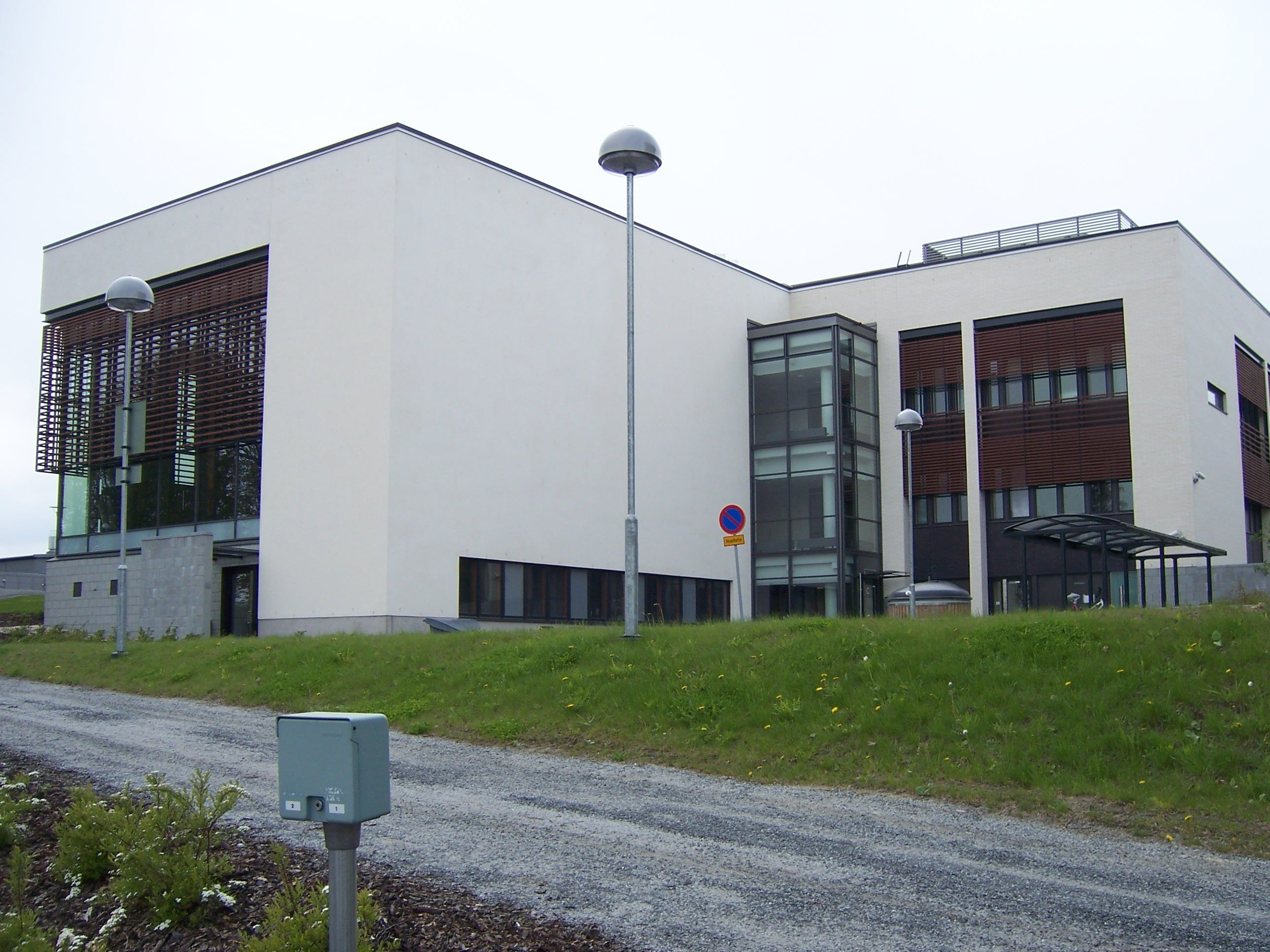
Mairie d'Ylöjärvi.
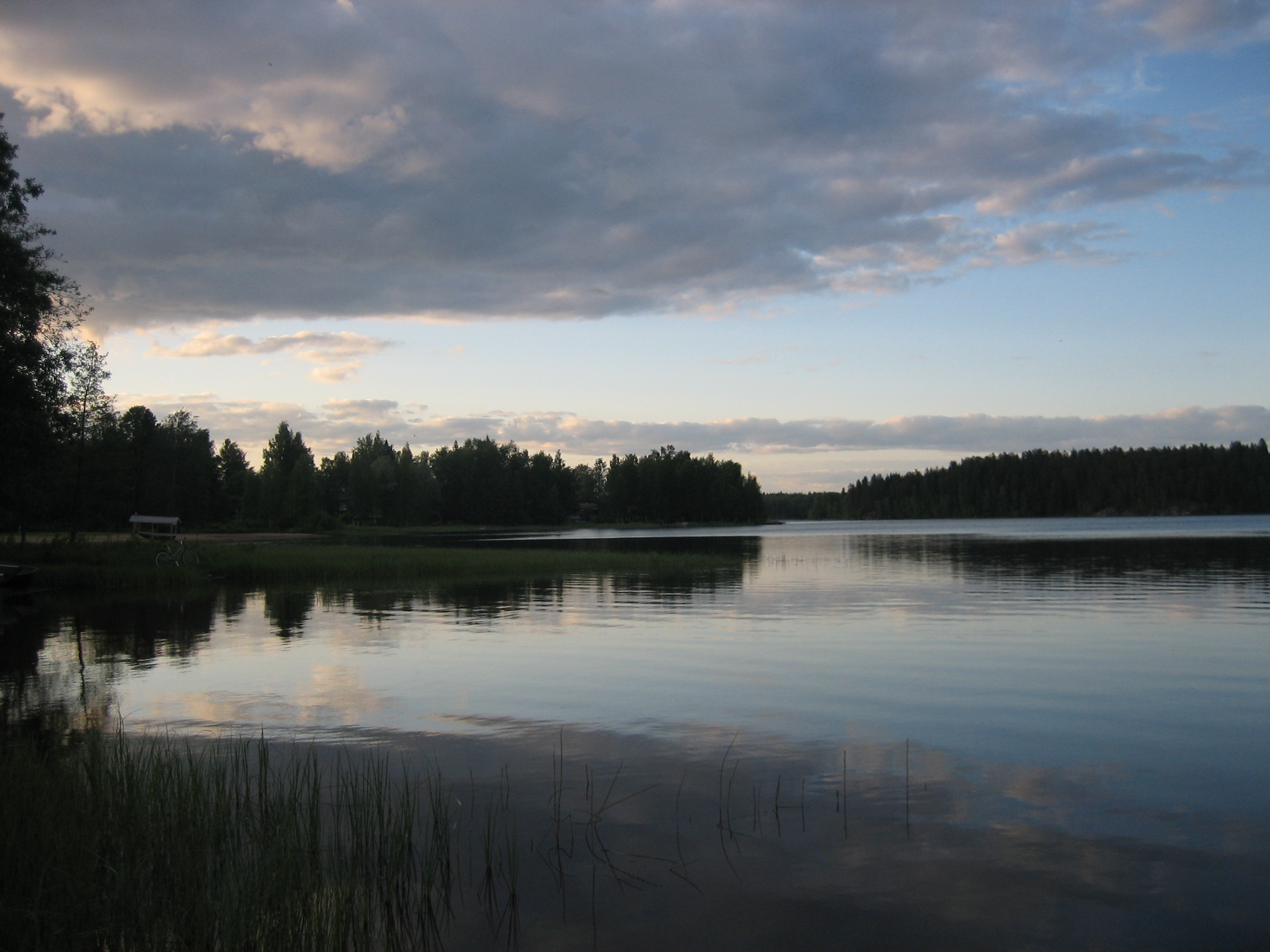
Le lac Keijärvi.
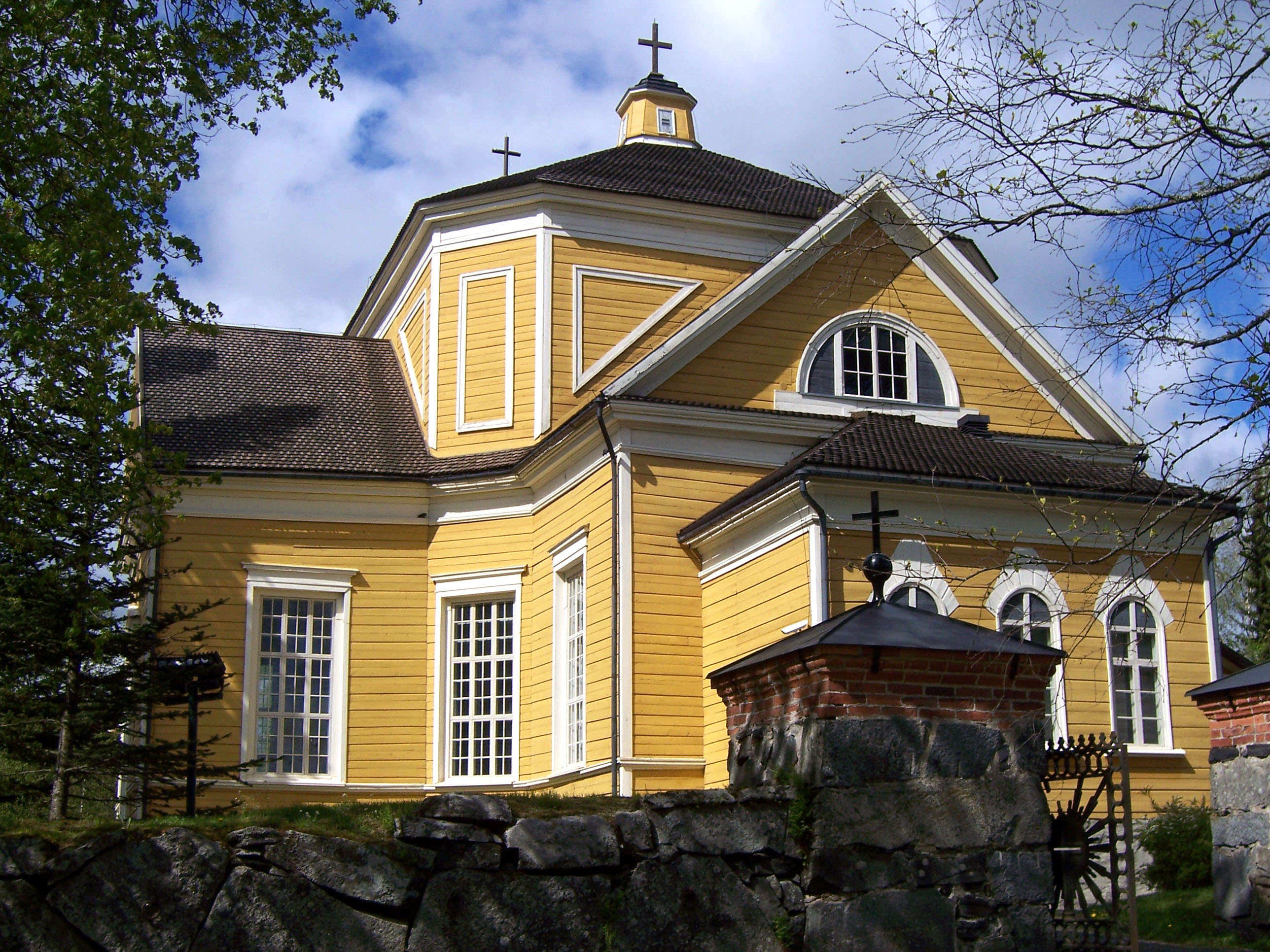
Église d'Ylöjärvi.
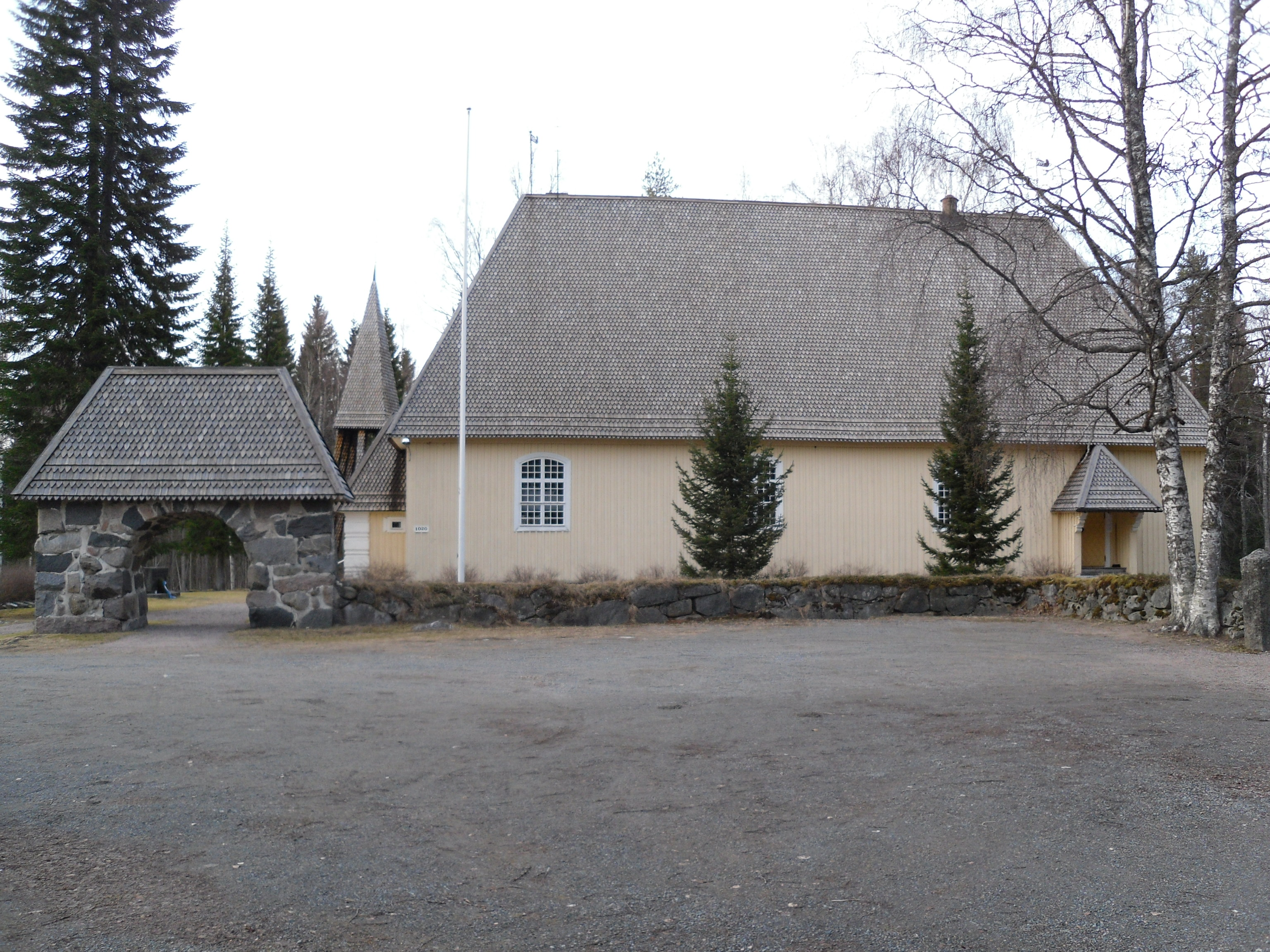
Église d'Aurejärvi.
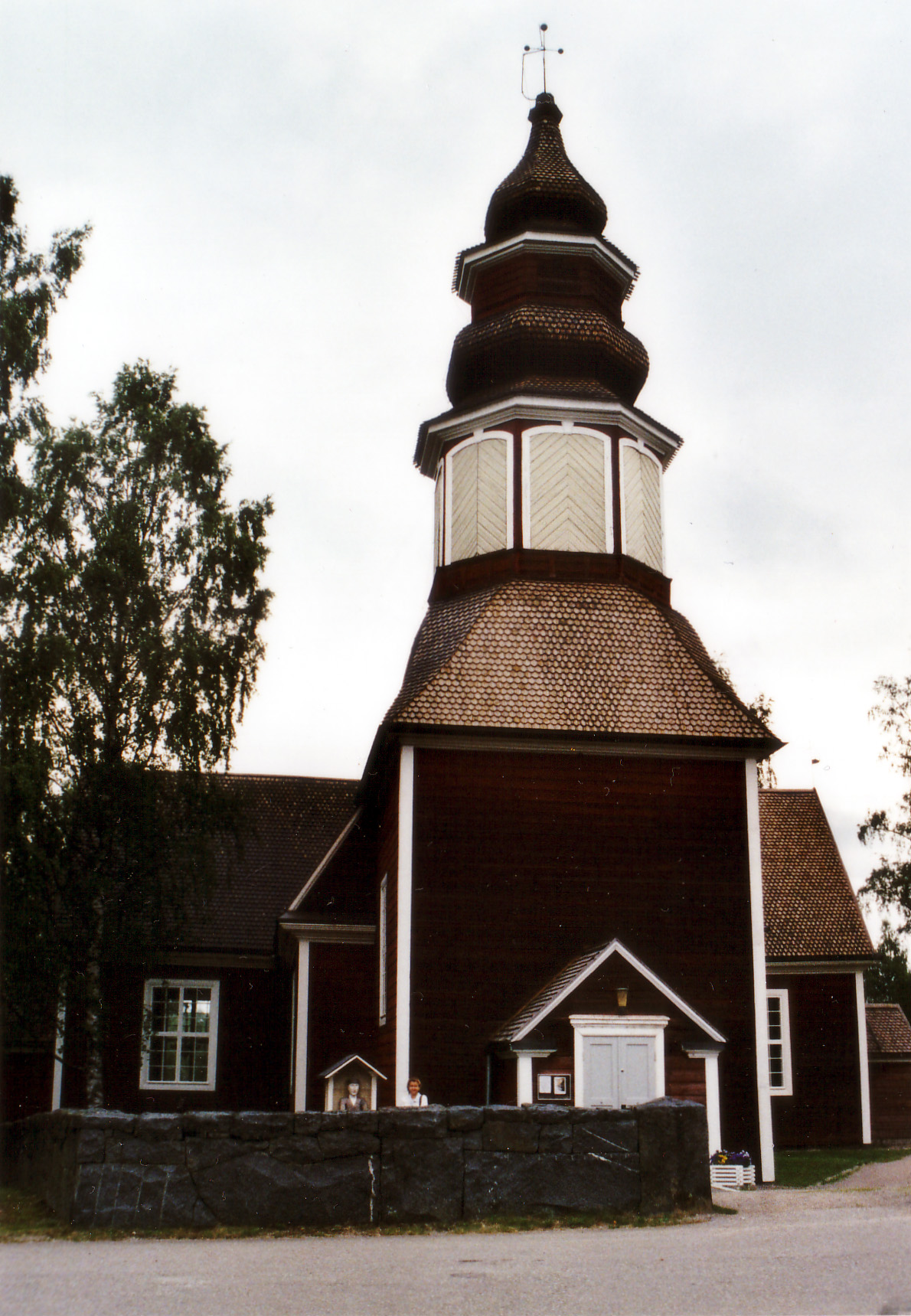
Église de Kuru.
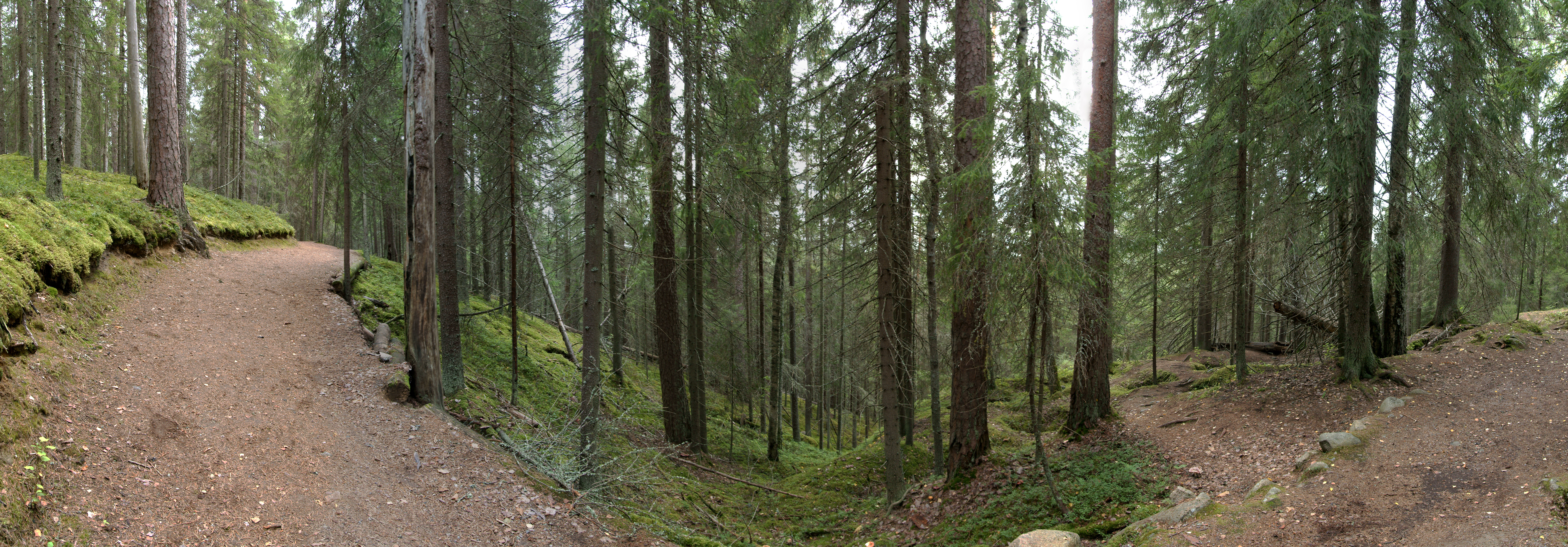
Parc national de Seitseminen